# Un sot mariage
Un sot mariage est un roman de Jean de La Varende publié en avril 1959 aux éditions Hachette, dans la collection de la Bibliothèque verte. Il a été écrit pendant les printemps 1956 et 1957. C'est le dernier livre paru du vivant de l'auteur, décédé le 8 juin 1959.

## Bibliothèque verte
Un sot mariage est le seul opus des romans de La Varende à être publié dans la collection de la Bibliothèque verte, et partant, qui s'adresse à la jeunesse. Cette particularité peut étonner, où le style robuste, si sain et si profondément français, qui caractérise chacune de ses œuvres, est délivré aux jeunes lecteurs. Conformément à l'esprit de cette collection, l'intrigue et les personnages correspondent bien entendu à l'esprit du temps, c'est-à-dire aux années 1950; les caractères, les soucis sont évidemment devenus dépassés, mais rien n'est enlevé à l'écriture du « commandeur des lettres ».

## Résumé critique
L'action se situe dans les années 1930, à Paris. Le héros est malheureusement affublé d'un patronyme à particules qui marque sa différence avec ses camarades, sans préjudice de leur amitié : Philippe de Creil-Sancerre de Maudre de Chamborant-Magnac, marquis de Creil-Sancerre (Philippe de Creil, pour simplifier). Comme le dit l'auteur lui-même, « les particules ne nourrissent pas. » Le beau jeune homme est reçu quatrième à l'École des mines.
Mais, par la volonté testamentaire d'un lointain parent, le prince de Mautléon, le jeune homme d'excellente origine mais de moyens très modestes, se trouve soudain nanti à son tour du titre de prince et d'une fortune colossale.
Il se questionne. Pourra-t-il seulement s'adapter à un genre de vie auquel il n'est pas préparé ? Et non seulement lui, mais sa mère, fille de général, et sa sœur ? Et plus encore sa ravissante fiancée dont les parents ne sont pas du même rang, et qui ne paraissent guère convenir à une certaine société. L'entourage se mêle d'un mariage qui, soudainement, leur paraît devenu peu convenable pour un titre fortuné de cette qualité.
Le jeune prince a heureusement pour défendre sa cause et veiller sur son bonheur une adorable vieille dame, une cousine, une chanoinesse comme on en fait peu, pleine d'esprit, de bon sens et de verve.

## Citations
- « Bague passée vaut parole donnée. »

## Éditions
- Un sot mariage, Paris, Hachette (coll. Bibliothèque verte, no 126), 1959, 190 p. ill. de Paul Durand.